# فلیکس ماریا داویدک
فِلیکس ماریا داویدِک (چکی: Felix Maria Davídek؛ ۱۲ ژانویه ۱۹۲۱ – تاریخ ورودی نامعتبر است) نویسنده، شاعر و اسقف کلیسای کاتولیک روم بود. وی اهل چکسلواکی بود.